# Radomyśl nad Sanem
Radomyśl nad Sanem est une localité polonaise, siège de la gmina de Radomyśl nad Sanem, située dans le powiat de Stalowa Wola en voïvodie des Basses-Carpates.